# Log pod Mangartom
Log pod Mangartom este o localitate din comuna Bovec, Slovenia, cu o populație de 139 de locuitori.